# Šandal
Šandal (ungarisch Sandal) ist eine Gemeinde im Nordosten der Slowakei mit 318 Einwohnern (Stand 31. Dezember 2024), die zum Okres Stropkov, einem Kreis des Prešovský kraj gehört.

## Geographie

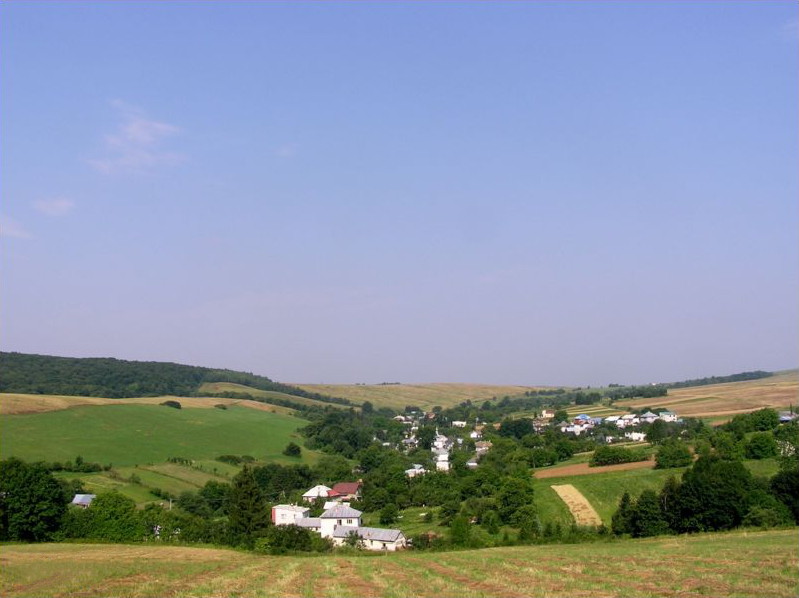
Šandal

Die Gemeinde befindet sich in den Niederen Beskiden im Bergland Ondavská vrchovina, im Tal des Baches Šandalský potok, einen Zuflusses von Olšavka im Einzugsgebiet der Ondava. Das Ortszentrum liegt auf einer Höhe von 260 m n.m. und ist vier Kilometer von Stropkov entfernt.
Nachbargemeinden sind Baňa im Norden, Stropkov im Norden und Nordosten und Osten, Breznica und Nižná Olšava im Südosten, Vyšná Olšava im Süden, Okrúhle im Südwesten, Radoma im Westen und Šarišský Štiavnik im Nordwesten.

## Geschichte
Šandal wurde zum ersten Mal 1391 schriftlich erwähnt, nachdem es Besitz des Geschlechts Cudar wurde, dem ein Streit mit den Rozgonyis vorausgegangen war. Im Mittelalter lag das Dorf in der Herrschaft der Burg Čičava, später der Herrschaft von Stropkov. Im 19. Jahrhundert gehörten die Ortsgüter der Familie Tahy.
1427 wurden 25 Porta verzeichnet. Von 1715 bis 1720 entvölkerte sich der Ort wegen massenhafter Flucht von Untertanen, sodass es 1720 nur noch fünf Haushalte gab. 1787 hatte die Ortschaft 34 Häuser und 268 Einwohner, 1828 zählte man 55 Häuser und 434 Einwohner, die als Landwirte tätig waren.
Bis 1918 gehörte der im Komitat Semplin (bis 1881 im Komitat Sáros) liegende Ort zum Königreich Ungarn und kam danach zur Tschechoslowakei beziehungsweise heute Slowakei. Auch in der Zeit der ersten tschechoslowakischen Republik waren die Einwohner als Landwirte beschäftigt. Nach dem Zweiten Weltkrieg pendelte ein Teil der Einwohner zur Arbeit nach Stropkov und Svidník, die örtliche Einheitliche landwirtschaftliche Genossenschaft (Abk. JRD) wurde im Jahr 1958 gegründet.

## Bevölkerung
| Jahr                | 1994 | 2004    | 2014 | 2024    |
| ------------------- | ---- | ------- | ---- | ------- |
| Anzahl der Personen | 315  | 300     | 312  | 318     |
| Unterschied         |      | −4,76 % | +4 % | +1,92 % |

| Jahr                | 2023 | 2024    |
| ------------------- | ---- | ------- |
| Anzahl der Personen | 316  | 318     |
| Unterschied         |      | +0,63 % |

Nach der Volkszählung 2011 wohnten in Šandal 309 Einwohner, davon 295 Slowaken, drei Russinen, jeweils zwei Tschechen und Ukrainer und ein Pole. Sechs Einwohner machten keine Angabe zur Ethnie.
179 Einwohner bekannten sich zur römisch-katholischen Kirche, 111 Einwohner zur griechisch-katholischen Kirche, 10 Einwohner zur orthodoxen Kirche und zwei Einwohner zur Evangelischen Kirche A. B. Bei sieben Einwohnern wurde die Konfession nicht ermittelt.

## Bauwerke und Denkmäler
- römisch-katholische Kirche Mariä Himmelfahrt
- griechisch-katholische Kirche Schutz der allheiligen Gottesmutter

## Verkehr
Durch Šandal führt die Cesta III. triedy 3581 („Straße 3. Ordnung“) von Stropkov nach Radoma.